# Шерхен, Герман
Ге́рман Ше́рхен (нем. Hermann Scherchen, 21 июня 1891, Берлин — 12 июня 1966, Флоренция) — немецкий дирижёр и музыкальный педагог, альтист.

## Биография
Сам научился играть на альте. В 1907—1910 гг. играл в берлинском оркестре Блютнера, затем в Берлинском филармоническом оркестре. В 1911 познакомился с Шёнбергом, участвовал в премьере его «Лунного Пьеро». В 1914—1916 дирижировал в Риге. 1916—1918 провел в российском лагере для военнопленных. В 1918 вернулся в Берлин, основал Новое музыкальное общество, в 1919 создал посвященный современной музыке журнал «Мелос». Среди его учеников — Пьер Булез, Карл Амадеус Хартманн (Шерхен — один из авторов либретто его оперы «Симплициссимус», на основе романа Гриммельсгаузена).
В 1933 покинул Германию, руководил оркестрами в Брюсселе, Вене и др. В 1958 гастролировал в России (запись баховских «Страстей по Матфею» из БЗК Московской консерватории не опубликована).

## Творчество
Один из наиболее активных и авторитетных исполнителей новейшей музыки XX века, произведений таких композиторов, как Рихард Штраус, Арнольд Шёнберг, Альбан Берг, Антон Веберн, Эрнст Кшенек, Алоис Габа, К. А. Хартман, Карлхайнц Штокхаузен, Луиджи Даллапиккола, Эдгар Варез, Бруно Мадерна, Луиджи Ноно, Борис Блахер, Ханс Вернер Хенце, Яннис Ксенакис, Марк Лаври и другие. Известен также своим исполнением «Искусства фуги» И. С. Баха, «Героической симфонии» Бетховена. Написал «Учебник дирижёрского искусства» (1929), переведенный на многие языки и переиздающийся до нынешнего дня.

## О музыке
- Lehrbuch des Dirigierens. Leipzig, 1929
- Vom Wesen der Musik. Winterthur, 1946
- Musik für Jedermann. Winterthur, 1950
- Alles hörbar machen: Briefe eines Dirigenten 1920—1939. Berlin, 1976

## Мемуары
- Aus meinem Leben: Russland in jenen Jahren; Erinnerungen. Berlin: Henschelverlag Kunst u. Gesellschaft, 1984